# Діарея мандрівників
Діаре́я мандрі́вникі́в (лат. diarrhoea viatorum, англ. traveler's or travelers' diarrhea, ісп. la diarrea del viajero, нім. Reisedurchfall, фр. la diarrhée du voyageur) — виникнення неоформлених або рідких випорожнень 3 або більше разів на день (або частіше ніж зазвичай для конкретної людини), що відбувається у осіб, які знаходяться в мандрівці (подорожі чи відрядженні) за межами свого сталого проживання або протягом певного часу після повернення з неї.

## Медичні проблеми подорожей
Люди у звичайних умовах свого проживання живуть у рівновазі з автохтонними штамами мікроорганізмів, висотними характеристиками і кліматичними умовами, властивими даній місцевості, мікрокліматом свого помешкання. Така рівновага навіть у цих більш—менш сталих умовах досить нестабільна і може бути легко порушена появою прийшлих мікроорганізмів, сезонних кліматичних змін, неординарних стресових ситуацій. А в ході поїздок подорожуючі стикаються з різними фізичними та екологічними факторами (різка зміна висоти над рівні моря, вологості, температури, мікрофлори, стреси, наслідки фізичної втоми тощо), які можуть істотно порушити внутрішній біологічний баланс людини. Все це може призвести до погіршення здоров'я і неможливості досягти цілей подорожі, до завезення і розповсюдження небезпечних інфекційних хвороб у свою країну. Більше 80 % випадків розвитку порушень здоров'я у мандрівників пов'язані з дією інфекційних факторів (вірусів, бактерій, найпростішими, грибками, гельмінтами та ін.) Істотну роль у цьому відіграють діарея мандрівників, малярія, філяріози, шистосомози, тропічні хвороби тощо. Більшість перерахованих вище ризиків можна мінімізувати запобіжними заходами, вжитими перед подорожжю, під час або одразу після неї. Знання цих проблем, можливостей їх коригування складає сутність поліспеціальної галузі медицини — медицини подорожей. Хоча в більшості випадків розвитку хвороб мандрівників їх перебіг гладкий, але 1—5 % мандрівників захворює тяжче, що призводить до звертання по медичну допомогу під час або відразу ж після подорожі, 0,01—0,1 % вимагають медичної евакуації, а 1 на 100 000 помирає.
У 2010 р. у світі подорожувало 940 млн людей. За період 1950—2007 рр. кількість подорожуючих в світі збільшилася у 35 разів, при тому, що населення Землі — тільки в 2,6 рази.

## Актуальність діареї мандрівників
Діарею мандрівників вважають найпоширенішим захворюванням людей у подорожах/мандрівках. Від 20 до 60 % подорожуючих хворіють на діарею мандрівників, інші автори повідомляють, що страждають від 30 до 70 % подорожуючих. У США з 1000 випадків захворювань мандрівників, які повернулися з подорожі, 335 складають звернення з приводу діареї.

## Етіологія

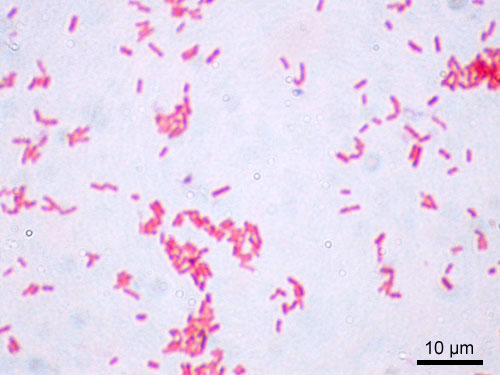
E. coli (забарвлена негативно за Грамом (мікроскопія із збільшенням у 1 000 разів)

Інфекційні збудники є головною причиною діареї мандрівників. Бактерії породжують її приблизно у 80 % випадків. Віруси та найпростіші становлять більшу частину решти.

### Бактерії
Найбільш поширеними збудниками, виділеними від обстежених з діареєю мандрівників, є ентеротоксигенні штами E. coli. Вони особливо переважають у структурі діареї мандрівників у Південній Америці. Ентероагрегативні штами E. coli дедалі частіше виступають як причина діареї мандрівників. У перелік найбільш поширених бактеріальних причин діареї мандрівників також входять інші за патогенним властивостям штами E. coli (ентероінвазивні, вкрай рідко — ентерогеморагічні, ентеропатогенні), Campylobacter (кампілобактеріоз), Salmonella (сальмонельоз), Shigella (шигельоз), Staphylococcus, Streptococcus, Aeromonas, Plesiomonas, С. perfringens, Bacillus cereus, Vibrio parahaemolyticus, безліч умовно—патогенних збудників — Acinetobacter, Citrobacter, Proteus, Hafnia, Enterococcus, Klebsiella тощо (спричинюють гастроентерит)., Ураження людей Campylobacter дуже часті в готелях Південної і Південно-Східної Азії, що перевершує за кількістю випадків навіть поширення ентеротоксигенних штамів E. coli. Перебіг по типу харчової токсикоінфекції, спричинений умовно—патогенною флорою, зустрічається у 5 % випадків.

### Віруси

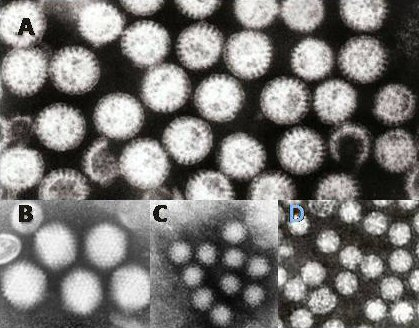
A = rotavirus, B = adenovirus, C = Norwalk-like viruses and D = astrovirus. Електронна мікроскопія (збільшення 200 000х)

Norwalk-like viruses і ротавіруси є найбільш частою вірусною причиною діареї мандрівників. Особливе значення в розвитку вірусної діареї мандрівників надають Norwalk-like viruses, зокрема виду Норфолк/Норволк, що входить до цієї групи, що часто пов'язане зі спалахами хвороби на курортах або на круїзних суднах. Norwalk-like viruses вкрай заразливі — 10 вірусних часток здатні зумовити діарею. Морепродукти та інгредієнти салатів — їжа, яка найчастіше спричиняє спалахи Норфолк—вірусної інфекції. Вживання сирих або ж погано термічно оброблених молюсків і устриць створює великий ризик інфікування вірусом Норфолк. У багатьох випадках вірус Норфолк передавався через їжу, варто було тільки лише одній інфікованій людині до неї доторкнутися. Norwalk-like viruses також передаються при прямому контакті з хворим або опосередковано через забруднену воду. Заражена вірусами вода потрапляє до організму людини, що знаходиться у мандрівці, кількома шляхами — це може бути водопровідна вода, вода з колодязя, відкритих громадських водойм, басейнів, вода з автоматів з кубиками льоду.
Ротавіруси є найбільш небезпечними для маленьких дітей, які перебувають з батьками в мандрівці. Якщо у дорослих, яка правило, ротавірусна інфекція зумовлює нетяжку діарею, то у маленьких, особливо у немовлят, здатна спричинити тяжку діарейну дегідратацію з серйозними порушеннями гемодинаміки аж до розвитку шоку і смерті.
Певну роль у виникненні вірусної діареї мандрівників також надають людським астровірусам, каліцівірусам, так званим кишковим серотипам аденовірусів, коронавірусам і торовірусам.

### Найпростіші

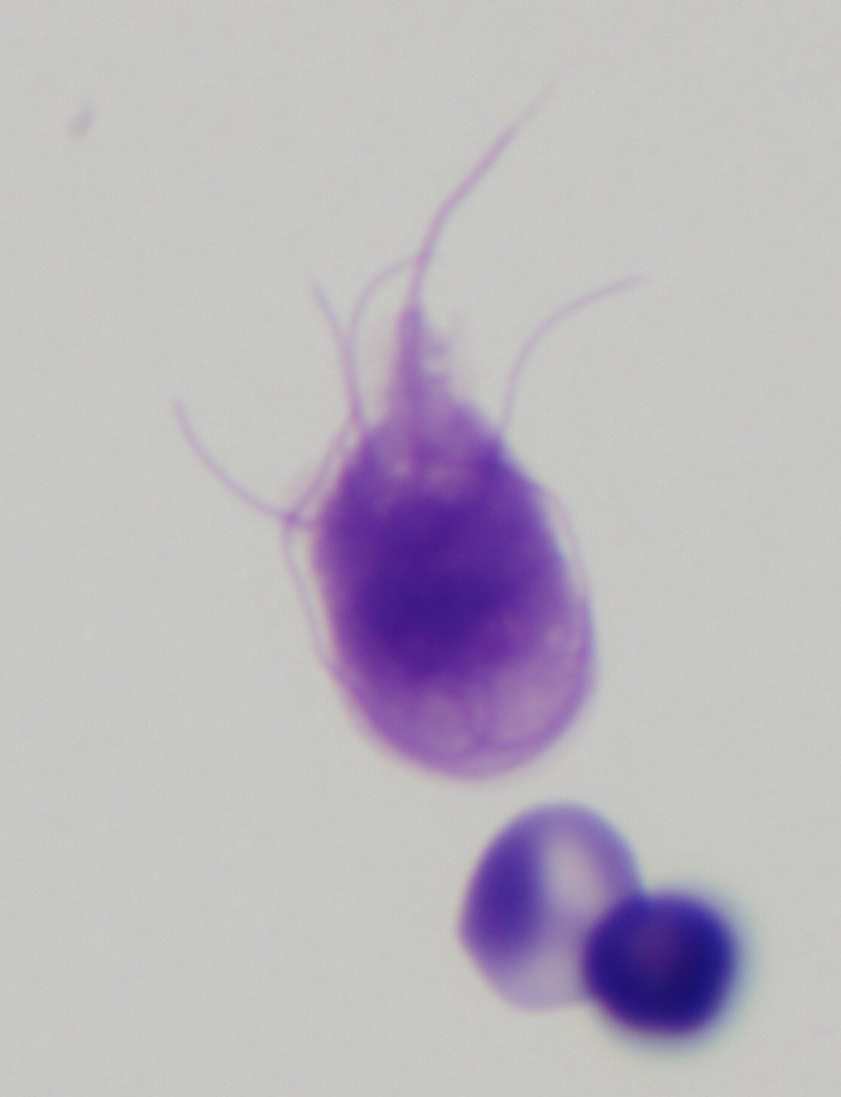
Збудник лямбліозу Giardia lamblia у біоптаті тонкого кишечнику

Найпростіші є менш поширеними причинами діареї мандрівників, найчастіше це Giardia, Cryptosporidium. Cyclospora cayetanensis і Entamoeba histolytica менш поширені і зазвичай пов'язані з тривалим терміном подорожі. Лямбліоз, криптоспоридіоз, ізоспороз, циклоспороз та амебіаз, що вони спричинюють, перебігають більше 1 місяця після повернення з подорожі та зумовлюють серйозні медичні проблеми у хворих.
У 10-15 % випадків спричинюють діарею мандрівників 2 і більше збудників. У 50 % досліджень випорожнень при діареї мандрівників виявити збудника вже не вдається.

## Епідеміологія

### Джерело і резервуар інфекції
Джерелом діареї мандрівників є хворі люди, носії, особливо такі, хто має відношення до транспортування харчових продуктів, їх зберігання, виготовлення, продажу готової продукції, води тощо. Джерелом і резервуаром є не тільки ті особи, хто виготовляє та продає харчову продукцію, напої у кустарних умовах, але й такі, що працюють у тих закладах, які дбають про санітарно—гігієнічні умови. В окремих випадках джерелом діареї мандрівників можуть стати тварини — при кампілобактеріозі, сальмонельозі тощо.

### Механізм і фактори передачі
Механізм передачі збудників — фекально—оральний, шлях передачі — харчовий, найбільш частими факторами передачі є фрукти, овочі, м'ясо, яйця, молоко і кулінарні вироби. Досить часто джерелом служить вода — тоді реалізується водний шлях. Значний ризик існує через можливість побутового зараження (побутовий шлях), адже дуже часто побутові предмети є контамінованими збудниками діареї мандрівників. Часто необізнані про ризики захворювання туристи, перебуваючи в подорожі, невиправдано використовують неочищену воду, знижують вимоги до себе щодо дотримання особистої гігієни. Зупиняючись в поганих готелях, кемпінгах в країнах, де нерідко панують примітивні санітарні умови, туристи піддають себе величезній небезпеці зараження діареєю мандрівників та іншими інфекціями.

### Сприйнятливість і імунітет
Подорожуючі часто хворіють на діарею внаслідок використання продуктів і напоїв, які без будь—якої шкоди для свого здоров'я вживають місцеві жителі. Це пов'язано з імунітетом, який розвивається через постійний вплив тубільних патогенів на організми місцевого населення. Масштаби і тривалість впливу, необхідні для формування імунітету, різні в різних географічних регіонах. Такий імунітет ще й суворо індивідуальний, детермінується особливостями макроорганізму. Дослідження, проведене серед іноземців у Непалі, засвідчили, що імунітет до діареї мандрівників може сформуватися тільки через 7 років перебування в країні. Імунітет, який набули студенти з США, живучи в Мексиці, зник вже через 8 тижнів після повернення на батьківщину. Після повторного приїзду у Мехіко у них знову розвинулася діарея мандрівників.

## Патогенез
Детальніші відомості з цієї теми ви можете знайти в статті Діарея.

## Клінічні прояви
Діарея мандрівників звичайно розвивається протягом першого тижня подорожі, але може статися в будь—який час під час мандрівки, і навіть після повернення додому. Це залежить часто від того інфекційного агента, що спричинює її. Так, інкубаційний період при лямбліозі становить у середньому 14 днів, при криптоспоридіозі — близько 7 днів. Бактеріальні та вірусні агенти мають коротший інкубаційний період у 6—24 години.
У більшості випадків діарея мандрівників починається раптово. У середньому хворі відзначають до 4—6 разів за добу рідкі або, взагалі, водянисті випорожнення. Іншими проявами звичайно є нудота, блювання, спастичний біль у животі, здуття його, звичайні нормальна температура тіла, нездужання; апетит, як правило, знижений або зовсім відсутній..
Найзначнішою загрозою, що породжена діареєю, є дегідратація. Під час діареї вода і основні електроліти (натрій, хлор, калій та гідрокарбонат натрію) виводяться з організму у складі рідких випорожнень, блювотних мас. Дегідратація буде наростати в тому випадку, якщо ці втрати не відшкодовують.
ВООЗ вважає, що треба поділяти дегідратацію на три ступені, маючи на меті можливість спрощеної діагностики дегідратаційних порушень, які б можна було легко визначати (а отже, і якнайшвидше застосовувати адекватне лікування) не тільки лікарями, але й медпрацівниками нижчих ланок охорони здоров'я.
Таким чином виділяють:
- Рання дегідратація — не має ознак або симптомів;
- Помірна дегідратація — у хворого виявляють дві або більше з таких ознак:

- достатнє вживання рідини внаслідок спраги;
- неспокійна поведінка або дратівливість;
- розправлення шкірної складки менш ніж за 2 с;
- відчуття м'якості при натисканні на очні яблука;
- помірно сухий язик;
- знижений діурез;
- холодні дистальні відділи кінцівок;

- Тяжка дегідратація — характерна наявність більше двох з таких ознак:

- недостатнє вживання рідини або відмова від неї;
- патологічна сонливість або сплутаність свідомості;
- період розправлення шкірної складки триває більш ніж 2 с;
- глибоко запалі очі;
- дуже сухий язик;
- відсутність сечовиділення;
- холодні вологі та ціанотичні кінцівки;
- різка блідість шкіри тулуба;
- частий слабкий пульс поєднується з низьким артеріальним тиском.

Тяжка дегідратація по суті є дегідратаційним шоком, може призводити до смерті, якщо не відшкодовувати втрати рідини та електролітів з організму хворого шляхом крапельного внутрішньовенного вливання.
Деякі хвороби, що можуть скласти випадок діареї мандрівників, перебігають дещо по—іншому. Холера характеризується швидким початком, нерідко профузною водянистою діареєю з домішками слизу у випорожненнях («рисовий відвар»). Наростаюче тяжке зневоднення є серйозним наслідком холери, смерть може відбутися у перші 24 години від початку захворювання.
Висока гарячка більше властива ентероінвазівним інфекціям, що спричинюють запальні зміни у кишечнику. У разі тяжкого запалення там з'являються ерозії, виразки, розвивається гостра кривава діарея. Мізерні рідкі випорожнення з домішками слизу і крові прямо вказують на пошкодження слизової оболонки кишечника ентероінвазівними мікробами — (Shigella, Campylobacter, ентеротоксигенна E. coli).
Хоча діарея мандрівників зазвичай проходить протягом 3—5 днів (середня тривалість становить 3,6 дня), приблизно у 20 % випадків хвороба є досить серйозною, щоб вимагати постільного режиму, а у 10 % випадків тривалість хвороби перевищує 1 тиждень. У тих мандрівників, у яких має місце діарея через розвиток шигельозу, амебіазу, холери, може виникнути небезпека для їхнього життя. Тяжкий перебіг діареї мандрівників можливий у дітей і молодих, людей з ослабленим імунітетом, з хронічними запальними захворюваннями кишечника або цукровим діабетом, а також у тих, хто приймає Н2-блокатори гістамінорецепторов (наприклад ранітидин) або антациди.

## Лікування

### Загальні заходи
Враховуючи ризик розвитку хвороб мандрівників, в тому числі й діареї, рекомендують з собою в аптечці мандрівника мати офіцинально виготовлені оральні регідратаційні суміші (ОРС), що містять підібрані сполучення електролітів та лужних буферів, які після розведення водою потрібно вживати для усунення дегідратації; необхідні антибактеріальні препарати (азитроміцин, ципрофлоксацин), протипротозойний препарат — тинідазол.
У більшості випадків діарея мандрівників є захворюванням, що здатне самолімітуватися, тому не вимагає особливих лікувальних заходів. Більшість джерел радять у такій ситуації використовувати для поповнення рідинного балансу і зменшення можливої інтоксикації пляшкову воду, неміцний чай, супи або інші безпечні рідини. Слід уникати вживання будь—якої рідини, яка видаляє багато води з організму, включаючи каву, надмірно підсолоджені напої, деякі види лікарського чаю і алкоголь. Хворому призначають щадну дієту з винятком сирих овочів і фруктів.

### Відшкодування дегідратації

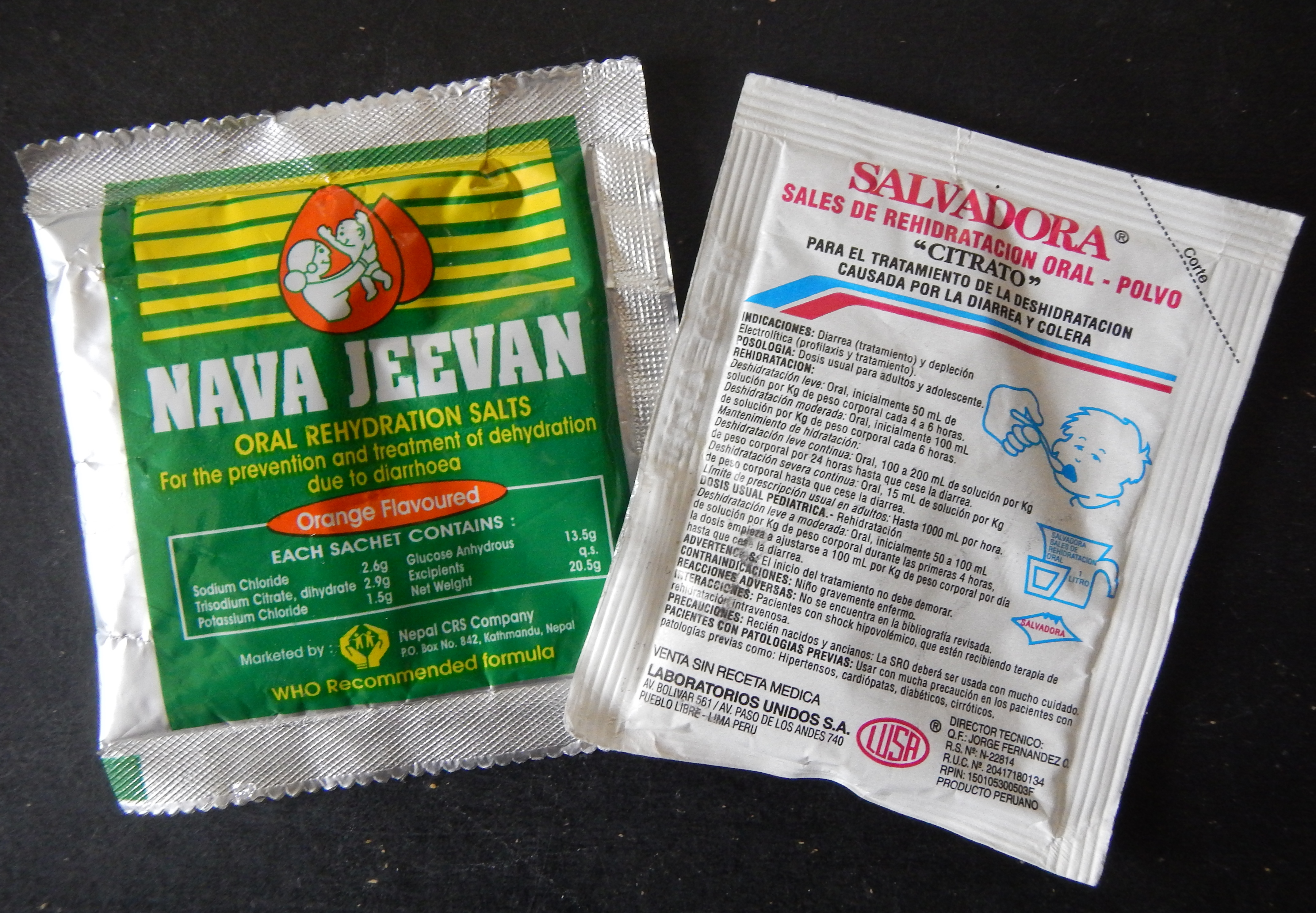
ОРС у саше.

Якщо має місце помірна дегідратація, то слід перейти до прийому ОРС для регідратації. Дітям до 2—х років слід випивати по ½ чашки розведеною водою ОРС після кожної дефекації, від 2 до 10 років — до 1 чашки після кожної дефекації, старшим > 10 років — необмежену кількість.

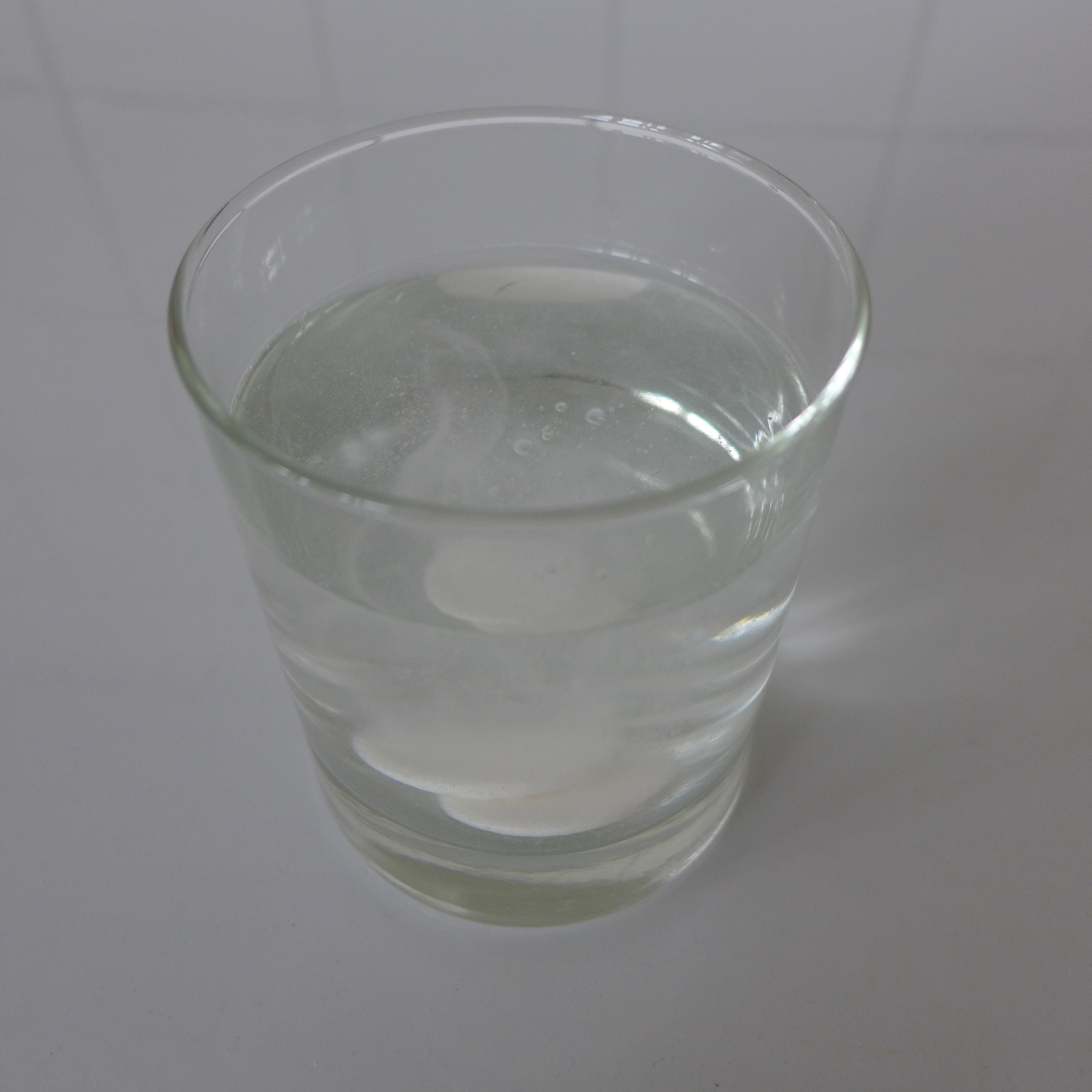
Таблетки ОРС розчиняють у воді.

За відсутності офіцинально виготовлених ОРС регідратаційну суміш можна виготовити на місці захворювання, змішавши 6 чайних ложок цукру і одну чайну ложку солі без гірки в 1 літрі безпечної води («смак сліз»). При діареї транспорт глюкози у кишечнику не страждає, тому цукроза («звичайний цукор») додається в усі ОРС задля того, щоб забезпечити безперешкодний транспорт рідини і електролітів з просвіту кишечника через його мембрану всередину організму, адже глюкоза їх тягне за собою.
При тяжкій дегідратації з розвитком дегідратаційного шоку слід госпіталізувати хворого з проведенням парентеральної регідратації збалансованими полійонними розчинами в умовах відділень інтенсивної терапії або, навіть, реанімації.

### Ентеросорбенти

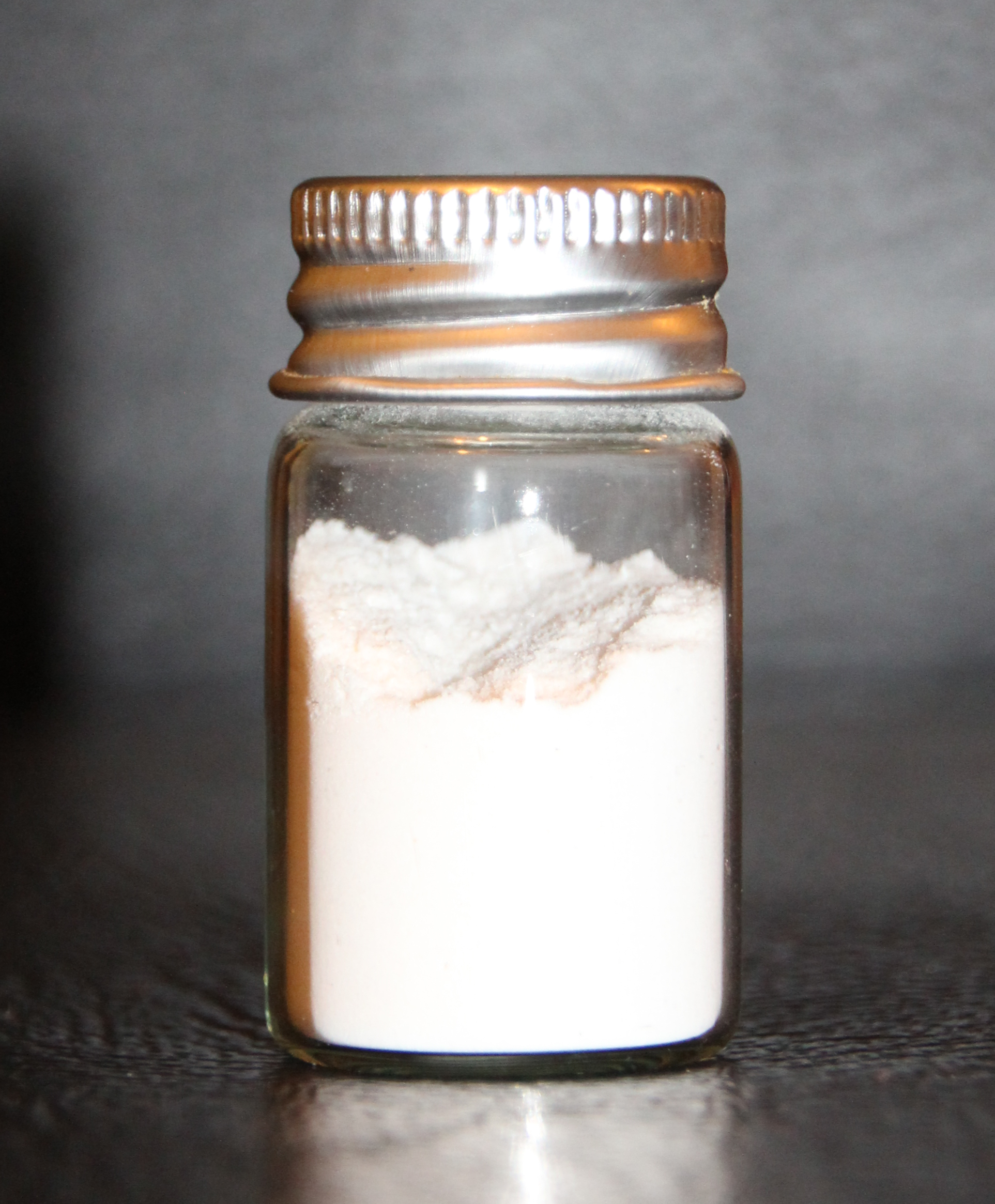
Діоксид кремнію — один з найсильніших ентеросорбентів.

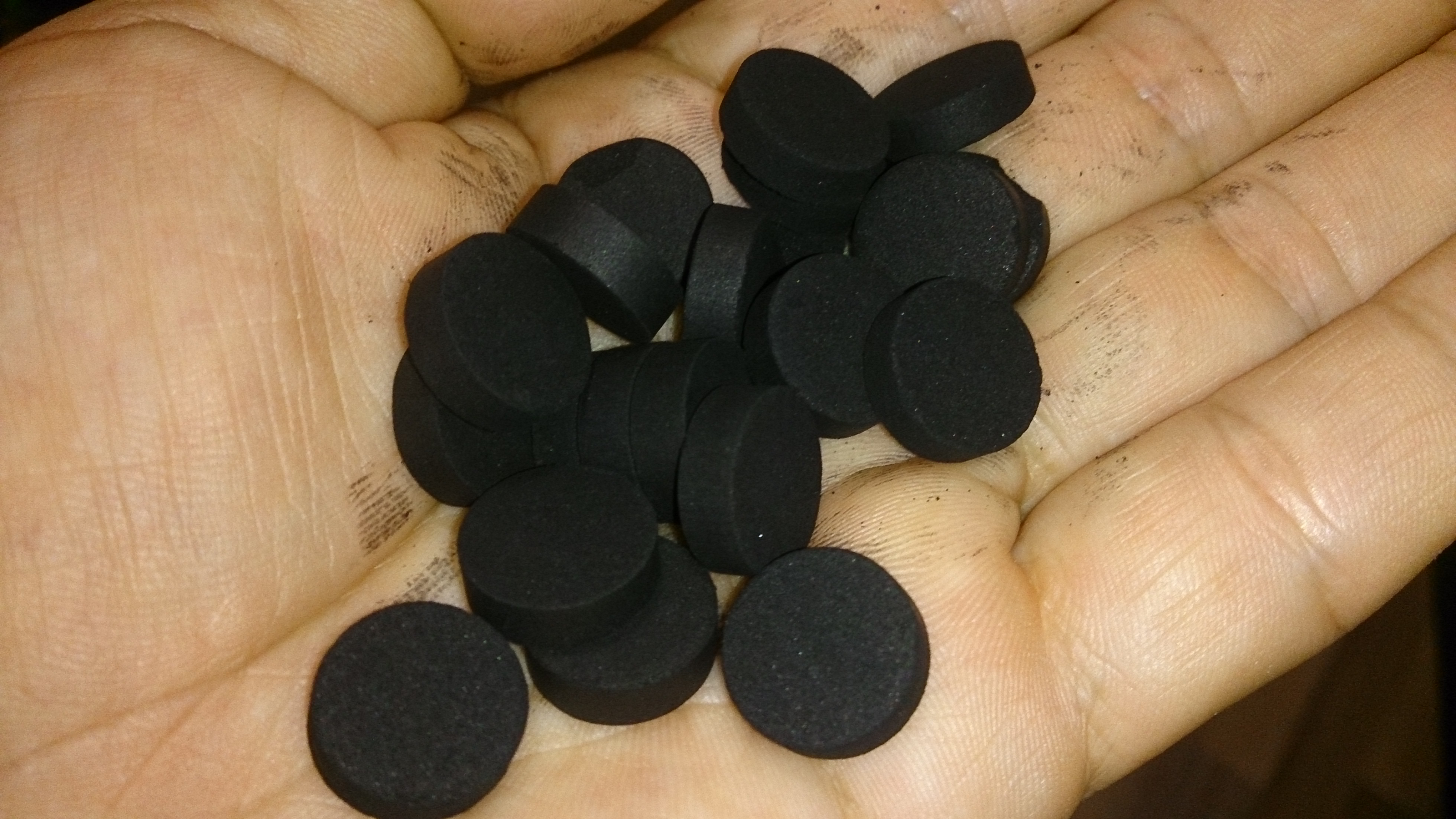
Медичне вугілля — ентеросорбент, що добре поглинає бактеріальні ендотоксини.

Для лікування діареї мандрівників рекомендують також абсорбенти (ентеросорбенти), які призначають 2—3 дні. Абсорбенти, прийняті перорально, зв'язують воду в кишечнику і формують фекальні маси менш водянистими. Вони також можуть зв'язати ті токсичні речовини, вироблені бактеріями, які змушують ентероцити тонкого кишечника активно секретувати рідину. У США, Канаді, європейських країнах використовують препарати, що містять активний інгредієнт аттапульгіт, або полікарбофіл, або їх сполучення, або їх поєднання з пектином. Ці препарати в нашій країні на сьогодні не зареєстровані. Перевагу серед ентеросорбентів в Україні необхідно надавати тим, які мають найбільшу сорбційну ємність і здатність захоплювати молекули різного розміру і маси — діосмектіт, гідрогель метилкремнієвої кислоти, діоксид кремнію, супервисокодисперсний діоксид кремнію. Дослідження показують й ефективність відносно низькосорбційного вугілля, яке краще за високосорбційні сорбенти поглинає бактеріальні ендотоксини. Рекомендують також комбіновані сорбенти, що містять у своєму складі пребіотики.

### Препарати вісмуту

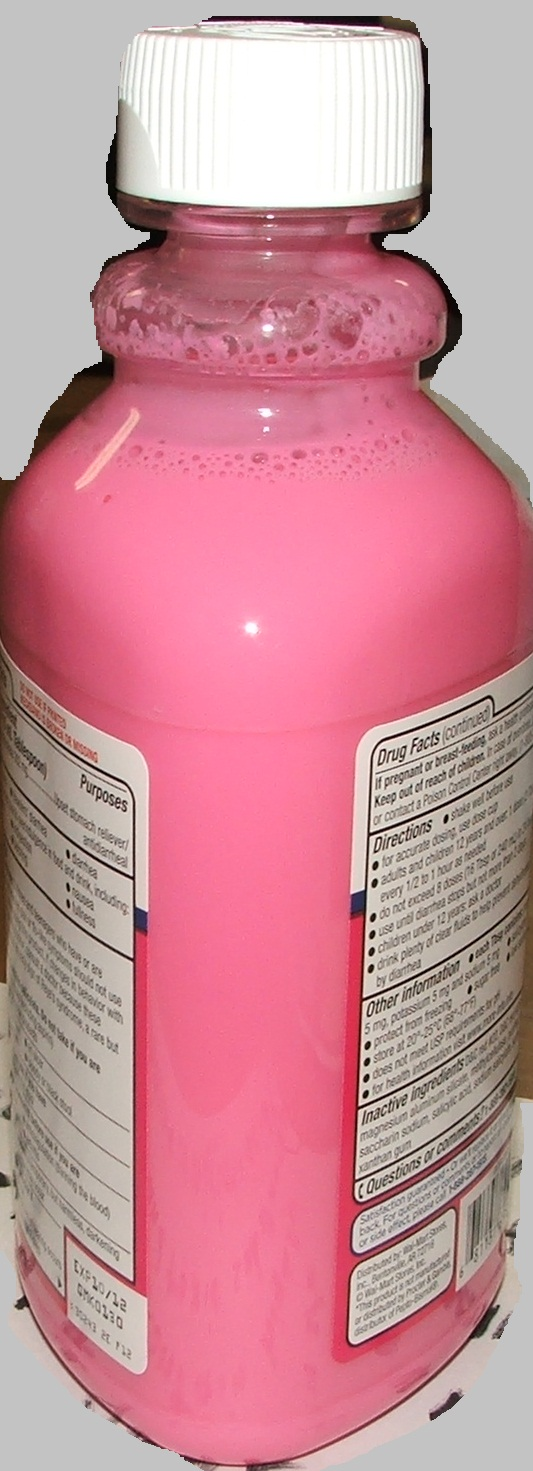
Пептобісмол — субсаліцилат вісмуту.

За межами нашої країни широко рекомендують і застосовують вісмуту субсаліцілат, який гальмує діарею, зв'язує ендотоксини, прямо бактеріцидно впливає на ряд мікроорганізмів. Хоча препарат вважається ефективним, але він має низку побічних впливів, не дуже хороший режим прийому — аж до 8 разів на день, що зменшує пацієнтську прихильність до такого лікування. В Україні він не зареєстрований на 2023 рік.

### Неспецифічні антидіарейні засоби
Суперечливі дані про призначення лопераміду і застосованого в меншій кількості випадків дифеноксилату, які знижують тонус і моторну функцію кишечника внаслідок зв'язування з опіоїдними рецепторами кишок і мають деякі антидіарейні ефекти. Лоперамід і дифеноксилат зменшують діарею, сповільнюючи перистальтику кишкового вмісту в кишках. Деякі медичні джерела рекомендують ці препарати з певною постійністю, в ряді джерел до них ставляться досить стримано.,, Вони протипоказані при гострій кривавій діареї. Застосування їх слід рекомендувати виключно при легкому перебігу діареї мандрівників, коли є нагальна необхідність швидкого продовження подорожі, що неможливо при збереженні проносу.

### Пробіотики й пребіотики
2 пробіотики (Saccharomyces boulardii і суміш Lactobacillus acidophilus з Bifidobacterium bifidum) були застосовані й вивчені в лікуванні діареї мандрівників — ніяких серйозних побічних реакцій не було зареєстровано у 12 випробуваннях. Було зроблено висновок про те, що ці пробіотики можуть застосовані для безпечного і ефективного лікування діареї мандрівників, а також для її профілактики. Пребіотики, більш стабільні, ніж пробіотики, при проходженні через верхні відділи травної системи і здатні індукувати антимікробний ефект в основному за рахунок їх селективної стимуляції власних корисних бактерій кишечника макроорганізму. Тим не менш, пребіотики діють в основному в товстій кишці, в той час як інфекційні агенти, що зумовлюють діарею мандрівників, проявляють себе в тонкому кишечнику. Таким чином, лікування і профілактика пребіотиками першого покоління — фруктоолігоцукридами має досить обмежене застосування. А ось друге покоління пребіотиків — галактоолігоцукридів має додаткові характеристики — стимуляція імунітету, пряма взаємодія з епітелієм кишечника хазяїна, що запобігає вторгненню кишкових патогенних мікроорганізмів. Було показано в дослідженні на добровольцях, які виїжджають до країн із середнім і високим ризиком розвитку діареї мандрівників, що застосування галактоолігоцукридів призводить до значного зниження частоти та тривалості її. Разом з тим інші дослідження показали, що вкрай мало пробіотиків показали добрі результати у запобіганні діареї мандрівників, що вони не запобігають колонізації слизової кишечнику мультирезистентними ентеробактеріями

### Лікування особливих варіантів діареї мандрівників
У разі гострої кривавої діареї потрібне антибактеріальне лікування. Рекомендують застосовувати ципрофлоксацин 0,5 г 2 рази на день 1—3 дні або азитроміцин 0,5 г 1 раз на добу теж 1—3 дні. При поїздках до Центральної Америки і розвитку гострої кривавої діареї перевагу слід віддавати рифаксиміну 0,2 г 3 рази на день, оскільки циркулюючі там штами E. coli до нього чутливі. При підозрі на лямбліозну причину діареї слід призначити тинідазол 2 г протягом дня.

## Профілактика
У профілактиці діареї мандрівників доцільно виділяти медикаментозний, немедикаментозний напрямки та специфічний захист.

### Медикаментозний напрямок
Іноді рекомендують вісмуту субсаліцілат, що дозволяє знизити ймовірність діареї мандрівників, але лише деякі мандрівники здатні зберігати прихильність до цього, тому що прийом по 2 таблетки 4 рази на день вкрай незручний. А враховуючи той факт, що часті побічні ефекти: фарбування в чорний колір язика, чорні випорожнення, нудота, запор, дзвін у вухах, кількість тих, хто приймає препарат з профілактичною метою, ще більше зменшується. А ще вісмуту субсаліцілат не слід приймати тим, хто має алергію на саліцилати, хронічні захворювання нирок, подагру, приймає антикоагулянти, доксициклін, то практично не залишається осіб, які б приймали препарат з метою саме профілактики діареї мандрівників. Крім того, профілактичний прийом неможливий у тривалій подорожі, так як приймати вісмуту субсаліцілат більше трьох тижнів протипоказано.
Антибіотики не рекомендується в більшості ситуацій для запобігання діареї мандрівників, в тому числі, і у зв'язку з ризиком появи побічних реакцій, але ще й тому, що огульне масове використання їх з профілактичною метою може знизити ефективність їх у разі розвитку серйозних інфекцій, привести до стійкості кишкових патогенів. Антибіотики також можуть породжувати серйозні вагінальні грибкові ураження, в тому числі й вагінальний кандидоз, які багато жінок вважають гіршим злом, ніж діарея. Крім того, антибіотики можуть спричиняти псевдомембранозний коліт, який, в свою чергу, супроводжується вкрай тяжкою діареєю.
Тим не менш, профілактика антибіотиками може бути виправдана в особливих випадках, коли вигоди від неї переважують ризики — у мандрівників з ослабленим імунітетом, хронічними кишковими розладами, коли застосування антибіотиків запобігає розвитку такого сценарію, при якому діарея одразу буде носити тяжкий перебіг. Рекомендують використовувати фторхінолони (норфлоксацин, ципрофлоксацин, офлоксацин тощо) або сульфаметоксазол/триметоприм. Фторхінолони можуть зв'язувати катіони металів і тому їх не слід приймати одночасно з субсаліцилатом вісмуту. Сульфаметоксазол/триметоприм не слід приймати людині з алергією на сульфаніламіди.

### Немедикаментозний напрямок
Більш перспективним напрямком профілактики діареї мандрівників є немедикаментозний, заснований на дотриманні ґрунтовних гігієнічних рекомендацій.

##### Загальні заходи
У першу чергу рекомендують у подорожі прагнути до більшої чистоті, ніж це відбувається у мандрівника вдома. Необхідно використовувати тільки безпечну воду для чищення зубів. Слід частіше мити руки і завжди, коли є необхідність взяти в руки продукти і вживати їх. При відвідуванні ринків харчових продуктів слід бути обережним, коли є необхідність помацати сирі харчові продукти, зокрема сире м'ясо.

##### Профілактика зараження через воду
Мандрівникам слід подбати про взяття з собою безпечної води при виїзді за межі місць, де вони можуть її без проблем придбати. Або слід провести знезараження води за допомогою кип'ятіння, фільтрації, хімічної обробки, ультрафіолетового опромінення. Для хімічної дезінфекції води краще всього використовувати йод (у вигляді настоянки — 5 крапель на літр або у вигляді спеціальних таблеток). Слід пити безпечні напої — вода в пляшках, газовані напої, гарячий чай або кава, кип'ячена вода. Слід проявляти обережність з гарячими напоями, які можуть бути тільки нагріті, але не були прокип'ячені.
Рекомендують уникати вживання льоду, який, можливо, не був зроблений з безпечної, пляшкової або кип'яченої води. У ресторанах слід вимагати відкриття пляшок з водою в присутності мандрівника. Є свідчення, що часто місцеві жителів заповнюють порожні пляшки необробленою водою і перепродають їх під виглядом очищеної води. Якщо сумніви не розвіяні, пляшки з газованими напоями є найбезпечнішим вибором, оскільки важко включити карбонати при виготовленні сфальшованої кустарної води.

##### Профілактика зараження через харчові продукти
При правильному зберіганні добре виготовлені та упаковані продукти, як правило, безпечні. Харчові продукти або напої, придбані у вуличних торговців або в інших закладах, де санітарні умови на вигляд посередні, також не рекомендують. Не слід допускати контакту сирих продуктів з уже приготовленими. При відвідуванні вуличних торговців харчовими продуктами, буфетів в готелях і ресторанах, слід переконатися у тому, що виготовлені продукти не лежать поруч з сирими продуктами. Уникайте споживання будь—яких непросмажених або непроварених продуктів, за винятком фруктів і овочів, які можна почистити. Слід вжити сирі фрукти і овочі тільки після того, як мандрівник очистив їх особисто. Рекомендується уникати вживання фруктів і овочів з пошкодженою шкіркою, оскільки в них у країнах жаркого клімату дуже швидко можуть накопичитися мікроорганізми, токсичні речовини. Не слід їсти овочі із зеленим листям (наприклад, зелені салати), якщо немає впевненості в тому, що вони були ретельно промиті безпечною водою. Харчування сирим чи погано приготованим м'ясом, морепродуктами належить уникати. Непастеризоване молоко і молочні продукти, морозиво, майонез, печиво з глазур'ю, сирі і недоварені яйця, страви, що містять сирі або недоварені яйця, солодкі кремові вироби є підвищеним ризиком розвитку діареї мандрівників. До вживання їх в їжу в подорожі слід підходити з насторогою. Завжди слід добре прожарювати або проварювати продукти, щоб скрізь в продукті було досягнуто температуру не менша 70 °C.
Зберігання приготованих продуктів харчування при кімнатній температурі протягом декількох годин представляє ще один серйозний ризик діареї мандрівників. Не слід купувати продукти в буфетах, на ринках, в ресторанах і у вуличних торговців, якщо вони не зберігаються в гарячому, охолодженому або замороженому вигляді.,

### Можливості специфічної профілактики
Проблеми вакцинації при діареї мандрівників пов'язані з поліетіологічностю її, відсутністю ефективних вакцин проти збудників багатьох кишкових інфекцій. Існує на сьогодні лише одна вакцина, яка забезпечує захист від діареї, яку спричинює холерний вібріон і, меншою мірою, ентеротоксигенна кишкова паличка. Побічні ефекти цієї пероральної цільноклітинно/рекомбінантної В—суб'единичної мікст—вакцини незначні. Захисна ефективність проти холери доходить до 85 %, в той час як захист від ентеротоксигенної E. coli досягає 67 %. Сучасні дослідження показують, що захисний ефект проти діареї мандрівників в цілому сягає 43 %. Хоча вакцина ліцензована тільки для вакцинації проти холери в більшості економічно розвинених країн, з'являється все більше доказів того, що ця оральна вакцина є цінною можливістю захисту для тих, хто подорожує з високим ступенем ризику розвитку діареї мандрівників.

## Цікаве
У світі існують жаргонні позначення для діареї мандрівників:
- «Помста Монтесуми», «Туристас», «Мексиканський фокстрот», «Тіхуанський ча-ча-ча», «Тустеп[49] ацтека» (Мексика);
- «Помста фараона», «Каїрський тустеп», а також англ. Mummy's tummy, що можна перекласти як «Мумія наслала біль у животі» або «Пронос від мумії» (Єгипет);
- «Аденська кишка» (Ємен);
- «Живіт Басри» (Ірак);
- «Делійське здуття живота» — англ. Delhi Belly (Індія).

Багато інших яскравих позначень існують й у інших регіонах світу, деякі відображені у мистецтві й літературі.
«Помста Монтесуми» є розмовним терміном для випадків діареї у мандрівників, які відвідують Мехіко, алегорично нагадуючи таким чином, що хвороба є відплатою за перемогу над правителем ацтеків Монтесумою II іспанського конкістадора Ернана Кортеса, що призвело до швидкого завоювання Мексики і всієї Центральної і Південної Америки іспанцями і вимирання місцевого населення через завезення тяжких інфекцій, до яких аборигени були високо сприйнятливі. Танці — тустеп, фокстрот і ча-ча-ча символізують пританцьовування захворілого діареєю мандрівників по дорозі в туалет.